# 悬岩马先蒿
悬岩马先蒿（学名：Pedicularis praeruptorum）为列当科马先蒿属的植物，为中国的特有植物。分布在中国大陆的云南等地，生长于海拔3,600米至4,200米的地区，多生长于岩壁上以及高山草地中，目前尚未由人工引种栽培。